# 4Fenyő Piknik
A 4Fenyő Piknik bohém művészeti találkozó, amelyet 2011-ben és 2012-ben rendeztek meg Dunavarsányban. Az események annak állítottak emléket, hogy Ady Endre 1907 nyarán a városban írta A fekete zongora című versét.

## A Budapesti Napló szellemi köre
Aradról érkezett Budapestre az 1870-es évek közepén egy irodalmi tehetséggel megáldott fiatalember, akit akkor még Weiss Józsefnek hívtak. Lírai költő szeretett volna lenni, verseit Pesten Jókai Mórnak mutatta meg, akinek tetszettek a művek, de figyelmeztetett: Weiss névvel Magyarországon nem lehet költői karriert csinálni. Ő javasolta a Vészi József művésznevet. Vészi verseit ugyan a kritika elismerte, híressé mégis újságíróként és lapszerkesztőként vált. 15 évet töltött a Pester Lloydnál, vezette a Pesti Naplót, sőt 1911 januárjától egy éven át német nyelvű folyóiratot jelentett meg Hatvany Lajos báróval közösen Berlinben, német nyelven, Jung Ungarn címmel, az utókor mégis elsősorban a Budapesti Napló főszerkesztőjeként szereti említeni őt.
A Budapesti Naplót maga Vészi alapította 1896-ban, miután 18 munkatársával együtt kilépett a Pesti Naplótól. Vészi három évvel később országgyűlési képviselői mandátumot is szerzett, 1905-ben pedig a miniszterelnöki sajtóiroda főnökeként és miniszteri tanácsosként részt vett a Ferenc Józseffel kollaboráló Fejérváry-kormány („darbontkormány”) munkájában. A durva uralkodói beavatkozás a magyar parlamentarizmusba egységbe forrasztotta az ellenzéket, egy évvel később a kormány lemondott. Vészi 1907 nyarán külföldre költözött családjával. A németországi éveket is komoly munkával töltötte: Max Reinhardt megrendelésére németre fordította a Bánk bánt. Hazatéve élete végéig a Pester Lloyd főszerkesztője volt.
A Budapesti Napló szabad szellemisége és Vészi József kiváló szervezői-irányítói tehetsége rengeteg tehetséget vonzott a lap holdudvarába. Nem túlzás a Budapesti Naplót a Nyugat)elődjeként emlegetni.
Kosztolányi, aki pályája elején, huszonévesen került a Budapesti Naplóhoz, úgy fogalmaz Vésziről: „ő volt az első Európai tehetség, akit láttam”. Sorai jól jellemzik a szerkesztőség hangulatát: „Egyik asztalnál Csáth Géza Wagnert és Puccinit fütyürészte, a másiknál tudósok vitatkoztak Herbert Spencerről és Nietzschéről”. Mindössze húszévesen, 1898-ban lett a lap állandó munkatársa Molnár Ferenc, ahogyan 1906-tól Kosztolányi. 1906-ban lett a lap szerzője Csáth Géza, a fiatal Adyt 1905-ben hívta ide Vészi. Rajtuk kívül a szerkesztőség tagja volt többek között Kabos Ede, Bíró Lajos, Braun Sándor, Papp Dániel.

## A Vészi-kúria Dunavarsányban
Tehetségének köszönhetően Vészi József tekintélyes vagyonra tett szert, több ingatlannal is rendelkezett. Miután feleségül vette egy tőzsdebizományos lányát, Keményfi Franciskát, a Belvárosba, az akkori Mária Valéria, ma Apáczai Csere János utcába költöztek. Volt azonban Vészinek egy kúriája Dunavarsány régi településrészén (ezt ma Nagyvarsánynak hívják). Vészi ükunokája, Sárközi Mátyás így beszél erről: „A Budapesti Napló szerkesztőjeként Vészi József oda meghívta a fiatal munkatársakat hétvégekre vagy hosszabb tartózkodásra. Állandó sütés-főzés folyt, a hintó állandóan hozta a vasúti pályaudvarról az újabb vendégeket, folyton terítettek, folyton leszedtek, mert mindig mindenki más időpontban étkezett.”
A kúriában természetesen nem csak szellemi élet folyt: szerelmek szövődtek, házasságok köttettek. Molnár Ferenc Vészi nagyobbik lányával, a sokoldalúan tehetséges Vészi Margittal lépett rövid és keserű frigyre, a kisebbik lányt, Jolánt Bíró Lajos vette feleségül.

## A „besoffener Petefi” – Ady Varsányban
A Dunavarsányban gyülekező irodalmárok közül talán egyikük viselt dolgai sem foglalkoztatták, foglalkoztatják a szélesebb közvéleményt annyira, mint Adyéi. A költőt már kortársai különc figurának tartották. Kosztolányi így jellemzi szerkesztőségi munkáját: „Vészi József és Kabos Ede lapjánál, a délután megjelenő Budapesti Naplónál reggelenként morcosan, idegesen leül egy íróasztalhoz, egy korsó sört hozat a szolgával és glédába állítja maga elé a cigaretták rendjét. Megjelenésében van valami varázsos és rábeszélő. Nem túlzott gonddal, de csinosan öltözködik és sohase borotválatlan. Barna zsakettje karcsúan simul testére, sűrű haját − eltakarva vele boltozatos koponyáját − rácsapja homlokára, melyet bevilágít dióbarna szemének tüze. Ismeretlenül is fölkelti a figyelmet. Ő a költő, ’az új költő’”.
Az első években Ady Taksonyig vonatozott, ha Varsányba utazott, ott várta a hintó. 1906-ban Dunavarsány saját vasútállomást kapott a ma Kisvarsánynak nevezett településrészen, ekkortól Ady innen kocsizott át. Állítólag az állomás melletti vendéglőben kifejezetten az ő kedvéért tartottak abszintot. (Ez egyébként már csak azért is érdekes, mert az állomás és a kúria közötti út lassú zötykölődéssel is legfeljebb 15 perc.)
Több forrás is azt bizonyítja, hogy Ady meglehetősen bohém módon töltötte a varsányi napokat. Ady Lajos, a költő öccse így emlékszik vissza: „Itt, a pompás és hatalmas kertben írta igen sok versét. A nyugodt, zavartalan munkához való csendet és magányosságot Vésziék kedves figyelemmel biztosították számára: a kert minden sarkában volt alkalmas búvóhely: filagória, magános pad és asztal, s egy-egy versének ahány strófája volt, annyi helyen írhatta meg. A Vészi rendeletéből ilyenkor a könnyű kerti bort és szódavizet jeges vederben hurcolta utána a kertész-legény.” Ezt megerősíti Sárközi Mátyás elbeszélése is, aki így vall az 1906-1907-es esztendőről: „ott a háztartást együtt vezették, Vésziné és Vészi József anyja, az idősebb Weiss néni Aradról, aki nem nagyon jól tudott magyarul, félig németül, félig magyarul beszélt. Ady Endrét gyűlölte, mert Ady rendszerint berúgott, és rosszul viselkedett. Néha felmászott egy alacsony almafára, az inasnak oda kellett feladogatnia a hűtött borokat. Ezért őt üknagyanyám besoffener Petőfinek, részeges Petőfinek, sőt besoffener Petefinek, részeges Petefinek nevezte.”
Mindehhez hozzá kell tenni, hogy az 1907-es nyár szörnyű időszak volt Ady számára. „Az életem bus és unalmas” – írja egy június 30-án kelt levelében. Augusztus 13-án már ezzel indítja Lédának írt levelét: „Édes Adél, ne haragudjon, hogy levelet nem írtam |:s nem mentem le:|Valami ostoba sejtés tíz nap óta azt sugta, hogy no ma távirat jön. De nem csak ez a mentségem. Most igazán nemcsak afféle képzelődő vagyok. Nyolc nap óta nem aludtam három órát. Éjszakánként őrjöngök, félek, rémképeket látok.” Ady lelki tusájának oka, hogy míg őt munkája Budapest közelében tartotta, Léda Nagyváradon várta közös gyermekük születését. A férfi szörnyű balsejtelmei sajnos beigazolódtak: augusztus végén megérkezett a hír, hogy a gyermek halva született, az anya túlélte a szülést.
A fekete zongora először az Esti lap 1907. július 14-i számában jelent meg(19), és bár az elemzők vitatkoznak azon, hogy modelljeire mikor és hogyan tett szert a költő(20), abban teljes az egyetértés, hogy a mű július elején a varsányi Vészi-kúriában született. Nehéz volna kizárni, hogy zaklatott hangulatát, baljós képeit Ady háborgó lelkiállapota is meghatározta. A szörnyű lelki kínokból azonban csoda született: a magyar szimbolizmus ikonja, minden idők egyik legtöbbet értelmezett magyar verse.

## A Vészi-korszak emlékei Dunavarsányban
Vészi József utca
Négy óriás feketefenyő az egykori kúria területén a Nyár utcában. Az önkormányzat 1998-ban helyi védelem alá vonta őket
Ady-kopjafa a Trianon Emlékparkban 2009 novembere óta

## A 4Fenyő Piknik
Két szerkesztő-újságíró, Urmai Gabriella és Kerékgyártó György ötlete volt, hogy a Vészi-kúria szellemi körének emlékére szervezzenek művészeti eseményt. A 4Fenyő Piknik koncepciója a „Vészi-receptet” idézte: a művészkörökben is mozgó két szervező meghívta a barátait Dunavarsányba egy kis alkotó felüdülésre, a közönség pedig ingyenesen látogathatta produkcióikat. A piknik programja mindig három részből tevődött össze: egy képzőművészeti kiállításból, egy zenés irodalmi programból és egy gasztronómiai részből. Az egész eseményt a műsorvezető, Gábor bácsi HH (HH=Hivatalos Házigazda), azaz Urmai Gábor színész fogta össze, aki nem csak műsorvezetőként, hanem több program résztvevőjeként volt jelen az eseménysorozaton. A 4Fenyő Pikniket összesen kétszer rendezték meg: 2011. szeptember 3-án és 2012. szeptember 8-án.

## Gasztronómiai programok
A szervezők minden évben igyekeztek valamiféle gasztronómiai érdekességgel előállni. Az első évben a magyar fröccstörténelemben először mutatták be a 4Fenyő fröccsöt, a második évben pedig két amatőr szakács – Gábor bácsi HH, a Heti Téma gasztro rovatának szerkesztője és Huszár Orsolya a Csipke és fazék Archiválva 2013. május 31-i dátummal a Wayback Machine-ben szerkesztője-szerzője – arra vállalkozott, hogy Ady kedvencéből, a lencséből készít új ételt. Így készült el a világ első vörösboros lencséje és lencseslambuca.

## Fellépők
2011: Urmai Ungurán László (festménykiállítás), Deák Tamás (videóüzenet), Dj B Raff (remixek Dankó Pista-dalokra), Bornemissza Ádám + Várnai Tibor Archiválva 2013. június 5-i dátummal a Wayback Machine-ben (blues dalok), Robin László, Stubnya Béla, Gábor bácsi HH (Ady-performansz), Szakács Tibor (musical)
2012: László Sarolta (festménykiállítás), László Sarolta és Nagy Zopán (performansz), Bornemissza Ádám (blues), Bali Cecília és Nagy Ida (Reinitz Béla Ady-megzenésítései), Vadhús zenekar (rock), Huszár Orsolya és Gábor bácsi HH (gasztro show)